# Уийот
Уийот (на английски: Wiyot) е Калифорнийско индианско племе, културно и езиково свързано с юрок. Пристигат на залива Хумболт в северозападна Калифорния около 900 г. и постепенно разширяват територията си по крайбрежието от Мад Ривър на север до Ил Ривър на юг.

## Подразделения
Нямали са официална племенна организация. Всяка тяхна група била независима и самоуправляваща се. Групите са организирани в 3 основни подразделения с около 20 села общо.
- Батауат – в долното течение на Мад Ривър
- Уики – на залива Хумболт
- Уийот – в долното течение на Ил Ривър[1]

## Език
Първоначално езика им е класифициран в самостоятелното езиково семейство Уишукс. По-късно е комбиниран с езика юрок в Ритванското езиково семейство, а още по-късно е свързан с Алгонкинските езици.

## Култура
Две или повече семейства живеели в правоъгълни дървени домове изградени от греди и дъски от секвоя, подобни на домовете на юрок. Не са строяли отделни жилища за раждане и за жените в менструация. Жените и девойките живеели при семейството на бащата. Изработвали дълбани канута от стволовете на секвоята. Притежанието на богатство било източник на престиж. Не е било разпространено робството. Отсъствали и повечето от ограниченията и забраните по време на жизнения цикъл. Погребвали мъртвите си с личното им имущество. След погребението близките съблюдавали различни ограничения. Не са носили много дрехи. Мъжете обикновено ходели само с набедреник, а гените с къса пола от еленова кожа. Основна храна била сьомгата и друга риба. Допълвали диетата си с морски мекотели и дивеч. Събирали различни диви плодове и растения, особено жълъди. Не ядяли вълци, лисици, мечки и скунксове.

## История
Уийот е едно от племената, което последно среща белите. Първите изследователи идват в страната им през 1806 г. Поредици от систематични убийства след 1852 г. и Войната Руж Ривър водят до масови кланета. През 1860 г. клането на Гюнтер Айланд извършено от белите жители на Ирека по време на религиозна церемония са убити около 200 уийот. Оцелелите са откарани във Форт Хумболт (основан 1853 г.) за да ги защитят от следващи посегателства. По-късно хората се завръщат по родните си места. Племето и културата им никога не се възстановяват след това клане. Постепенно хората се смесват с другите групи в областта. Изчислено е, че в периода между 1806 г. и 1860 г. над 90% от племето е унищожено. От около 2000 души преди контакта с европейците до 1910 г. остават едва стотина. През 2000 г. техните потомци получават малък резерват от 88 акра на 26 км южно от Ирека.